# Mistrzostwa Stanów Zjednoczonych w Lekkoatletyce 2009

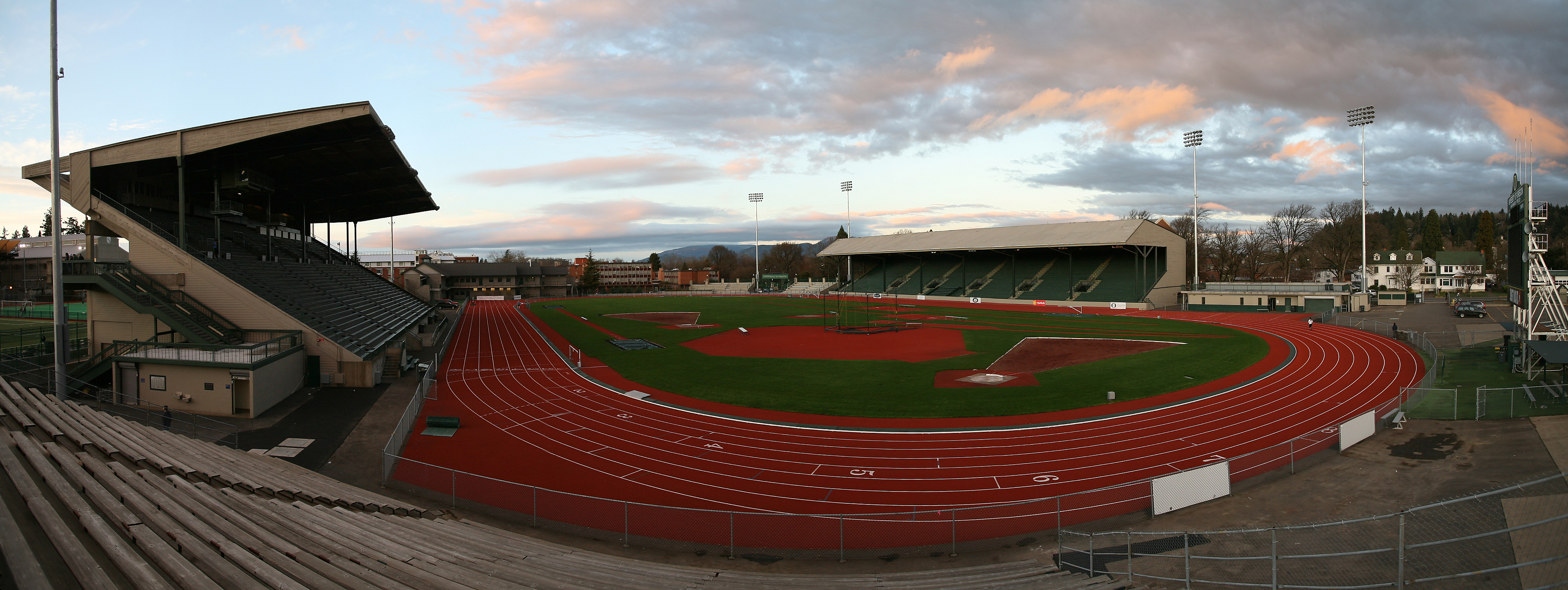
Stadion w Eugene

Mistrzostwa Stanów Zjednoczonych w Lekkoatletyce 2009 – zawody lekkoatletyczne, które odbyły się Eugene w stanie Oregon od 25 do 28 czerwca 2009 roku. W Polsce relacje z imprezy można było zobaczyć na antenie TVP Sport.

## Rezultaty

### Mężczyźni
| Konkurencja           | 1. miejsce         | 1. miejsce | 2. miejsce                 | 2. miejsce | 3. miejsce        | 3. miejsce |
| --------------------- | ------------------ | ---------- | -------------------------- | ---------- | ----------------- | ---------- |
| 100 m                 | Michael Rodgers    | 9,91       | Darvis Patton              | 9,92       | Monzavous Edwards | 10,00      |
| 200 m                 | Shawn Crawford     | 19,73      | Charles Clark              | 20,00      | Wallace Spearmon  | 20,03      |
| 400 m                 | LaShawn Merritt    | 44,50      | Gil Roberts                | 44,93      | Kerron Clement    | 45,14      |
| 800 m                 | Nicholas Symmonds  | 1:45,86    | Khadevis Robinson          | 1:45,97    | Ryan Brown        | 1:46,67    |
| 1500 m                | Lopez Lomong       | 3:41,68    | Leonel Manzano             | 3:41,82    | Dorian Ulrey      | 3:42,84    |
| 5000 m                | Matt Tegenkamp     | 13:20,57   | Chris Solinsky             | 13:20,82   | Evan Jager        | 13:22,18   |
| 10000 m               | Galen Rupp         | 27:52,53   | Dathan Ritzenhein          | 27:58,59   | Tim Nelson        | 28:01,34   |
| 3000 m z przeszkodami | Joshua McAdams     | 8:29,91    | Daniel Huling              | 8:32,86    | Kyle Alcorn       | 8:34,65    |
| Chód na 20 km         | Tim Seaman         | 1:26,14    | Patrick Stroupe            | 1:26,41    | Benjamin Shorey   | 1:27,59    |
| 110 m przez płotki    | David Payne        | 13,12      | Terrence Trammell          | 13,12      | Aries Merritt     | 13,15      |
| 400 m przez płotki    | Bershawn Jackson   | 48,03      | Johnny Dutch               | 48,18      | Angelo Taylor     | 48,30      |
| Skok wzwyż            | Tora Harris        | 2,31       | Andra Manson Keith Moffatt | 2,28       | –                 |            |
| Skok o tyczce         | Brad Walker        | 5,75       | Jeremy Scott Derek Miles   | 5,75       | –                 |            |
| Skok w dal            | Dwight Phillips    | 8,57       | Brian Johnson              | 8,26       | George Kitchens   | 8,23       |
| Trójskok              | Brandon Roulhac    | 17,44      | Walter Davis               | 16,84      | James Jenkins     | 16,79      |
| Pchnięcie kulą        | Christian Cantwell | 21,82      | Daniel Taylor              | 21,21      | Reese Hoffa       | 21,10      |
| Rzut dyskiem          | Casey Malone       | 64,99      | Jarred Rome                | 63,48      | Ian Waltz         | 61,91      |
| Rzut młotem           | A.G. Kruger        | 75,31      | Thomas Freeman             | 74,64      | Mike Mai          | 73,80      |
| Rzut oszczepem        | Chris Hill         | 83,87      | Mike Hazle                 | 82,06      | Sean Furey        | 76,16      |
| Dziesięciobój         | Trey Hardee        | 8261       | Ashton Eaton               | 8075       | Jake Arnold       | 7984       |

### Kobiety
| Konkurencja           | 1. miejsce              | 1. miejsce | 2. miejsce       | 2. miejsce | 3. miejsce       | 3. miejsce |
| --------------------- | ----------------------- | ---------- | ---------------- | ---------- | ---------------- | ---------- |
| 100 m                 | Carmelita Jeter         | 10,78      | Muna Lee         | 10,78      | Lauryn Williams  | 10,96      |
| 200 m                 | Allyson Felix           | 22,02      | Muna Lee         | 22,13      | Marshevet Hooker | 22,36      |
| 400 m                 | Sanya Richards          | 50,05      | Debbie Dunn      | 50,79      | Jessica Beard    | 50,81      |
| 800 m                 | Hazel Clark             | 2:00,79    | Geena Gall       | 2:01,01    | Phoebe Wright    | 2:01,12    |
| 1500 m                | Shannon Rowbury         | 4:05,07    | Christin Wurth   | 4:06,00    | Anna Willard     | 4:07,70    |
| 5000 m                | Kara Goucher            | 15:20,94   | Jennifer Rhines  | 15:26,92   | Angela Bizzarri  | 15:33,02   |
| 10000 m               | Amy Begley              | 31:22,69   | Shalane Flanagan | 31:23,43   | Katie McGregor   | 32:08,04   |
| 3000 m z przeszkodami | Jennifer Barringer      | 9:29,38    | Anna Willard     | 9:35,01    | Bridget Franek   | 9:36,74    |
| Chód na 20 km         | Teresa Vaill            | 1:37,12    | Joanne Dow       | 1:39,59    | Maria Michta     | 1:41,16    |
| 100 m przez płotki    | Dawn Harper             | 12,36      | Virginia Powell  | 12,47      | Damu Cherry      | 12,58      |
| 400 m przez płotki    | Lashinda Demus          | 53,78      | Sheena Tosta     | 54,54      | Tiffany Williams | 55,18      |
| Skok wzwyż            | Chaunte Howard          | 1,95       | Amy Acuff        | 1,95       | Sharon Day       | 1,95       |
| Skok o tyczce         | Jennifer Stuczynski     | 4,65       | Chelsea Johnson  | 4,60       | Stacy Dragila    | 4,55       |
| Skok w dal            | Brittney Reese          | 7,09       | Brianna Glenn    | 6,82       | Funmilayo Jimoh  | 6,77       |
| Trójskok              | Shakeema Welsch         | 14,30      | Erica McLain     | 13,91      | Toni Smith       | 13,90      |
| Pchnięcie kulą        | Michelle Carter         | 18,03      | Jillian Camarena | 17,94      | Kristin Heaston  | 17,88      |
| Rzut dyskiem          | Stephanie Brown Trafton | 64,25      | Aretha Thurmond  | 62,51      | Rebecca Breisch  | 62,08      |
| Rzut młotem           | Jessica Cosby           | 72,04      | Amber Campbell   | 68,92      | Erin Gilreath    | 68,08      |
| Rzut oszczepem        | Kara Patterson          | 63,95      | Rachel Yurkovich | 59,31      | Kim Kreiner      | 58,00      |
| Siedmiobój            | Diana Pickler           | 6290       | Sharon Day       | 6177       | Bettie Wade      | 5908       |